# Nati il 3 febbraio
| Questa pagina contiene informazioni ricavate automaticamente dalle voci biografiche con l'ausilio del template Bio e di un bot. L'aggiornamento è periodico e automatico e ricostruisce completamente la pagina. Se manca una persona in questa lista, sei pregato di non aggiungerla, ma accertati piuttosto che la sua voce biografica contenga il template Bio e che i dati anagrafici siano correttamente compilati. Se il template Bio manca, inseriscilo tu stesso o, in alternativa, metti l'avviso {{tmp\|Bio}} che ne segnala la mancanza. Se i dati riportati sono sbagliati, correggi direttamente la voce biografica; le modifiche saranno visibili in questa lista entro pochi giorni. Per chiarimenti vedi il progetto biografie. La lista contiene solo le 1.209 persone che sono citate nell'enciclopedia e per le quali è stato implementato correttamente il template Bio. Pagina aggiornata al 17 ago 2025. |

## XIII secolo(1)
- 1266 - Richard FitzAlan, VIII conte di Arundel, nobile inglese († 1301)

## XIV secolo(3)
- 1328 - Eleonora del Portogallo, principessa portoghese († 1348)
- 1338 - Giovanna di Borbone, nobile († 1378)
- 1393 - Henry Percy, II conte di Northumberland, conte britannico († 1455)

## XV secolo(5)
- 1411 - Galeotto Roberto Malatesta, condottiero italiano († 1432)
- 1428 - Elena Paleologa, principessa bizantina († 1458)
- 1477 - Pierio Valeriano, umanista, teologo e scrittore italiano († 1558)
- 1478 - Edward Stafford, III duca di Buckingham, nobile britannico († 1521)
- 1492 - Simone Dal Pozzo, italiano

## XVI secolo(7)
- 1504 - Scipione Rebiba, cardinale e arcivescovo cattolico italiano († 1577)
- 1507 - René de Birague, nobile italiano († 1583)
- 1544 - César de Bus, presbitero francese († 1607)
- 1545 - Blas Valera, gesuita e scrittore peruviano († 1597)
- 1583 - Giambattista Basile, letterato e scrittore italiano († 1632)
- 1587 - Dorotea Edvige di Brunswick-Wolfenbüttel, principessa († 1609)
- 1594 - Biagio Marini, violinista e compositore italiano († 1663)

## XVII secolo(10)
- 1611 - Christian Ulrik Gyldenløve, diplomatico danese († 1640)
- 1630 - Giovanni Rasini, vescovo cattolico italiano († 1672)
- 1657 - Francesco Arisi, avvocato, poeta e storico italiano († 1743)
- 1673 - Philip Stanhope, III conte di Chesterfield, nobile inglese († 1726)
- 1677 - Jan Blažej Santini-Aichel, architetto ceco († 1723)
- 1679 - Isacco Lampronti, rabbino, medico e filosofo italiano († 1756)
- 1684 - Giovanni Biagio Amico, architetto, teologo e presbitero italiano († 1754)
- 1689 - Blas de Lezo, ammiraglio spagnolo († 1741)
- 1691 - George Lillo, scrittore e drammaturgo inglese († 1739)
- 1700 - Emanuele del Liechtenstein, principe († 1771)

## XVIII secolo(49)
- 1702 - Giovanni Battista Vaccarini, architetto italiano († 1768)
- 1703 - Gregorio Bressani, filosofo italiano († 1771)
- 1706 - Giovanni Antonio Cybei, scultore e religioso italiano († 1784)
- 1714 - Pier Alessandro Guasco, generale italiano († 1780)
- 1721 - Friedrich Wilhelm von Seydlitz, generale prussiano († 1773)
- 1722 - Luisa Federica di Württemberg, duchessa († 1791)
- 1723 - Catherine Read, pittrice scozzese († 1778)
- 1735 - Francesco Carcano, scrittore, poeta e mecenate italiano († 1794)
- 1735 - Ignacy Krasicki, arcivescovo cattolico polacco († 1801)
- 1736 - Johann Georg Albrechtsberger, compositore, organista e teorico musicale austriaco († 1809)
- 1740 - Guillaume Lasceux, organista e compositore francese († 1831)
- 1742 - Andrea Di Giovanni y Centellés, italiano († 1821)
- 1743 - Joseph Konrad von Schroffenberg, vescovo cattolico tedesco († 1803)
- 1748 - Samuel Osgood, politico statunitense († 1813)
- 1753 - Jean Nicolas Stofflet, generale francese († 1796)
- 1754 - Juan Ruiz de Apodaca, ufficiale spagnolo († 1835)
- 1756 - Francesco Antonio Avelloni, commediografo e attore teatrale italiano († 1837)
- 1756 - Marianna Candidi Dionigi, pittrice, scrittrice e archeologa italiana († 1826)
- 1757 - Constantin-François de Chassebœuf de Volney, filosofo e orientalista francese († 1820)
- 1757 - Giuseppe Forlenza, chirurgo e oculista italiano († 1833)
- 1757 - Pál Kitaibel, botanico, chimico e medico ungherese († 1817)
- 1759 - Johann Maria Philipp Frimont, generale, politico e nobile austriaco († 1831)
- 1760 - Vincenzo Giaconi, incisore italiano († 1829)
- 1761 - Dorotea di Medem, nobile († 1821)
- 1761 - Biagio Martini, pittore italiano († 1840)
- 1762 - Pavel Petrovič Ščerbatov, politico russo († 1831)
- 1763 - Caroline von Wolzogen, letterata e scrittrice tedesca († 1847)
- 1764 - Ludovico Baille, storico e bibliotecario italiano († 1839)
- 1768 - Biagio Nardi, avvocato e patriota italiano († 1835)
- 1769 - Pietro Teulié, generale e politico italiano († 1807)
- 1772 - Jean-Étienne Dominique Esquirol, psichiatra e scienziato francese († 1840)
- 1772 - Pierre Claude Pajol, generale francese († 1844)
- 1772 - Andrea Vaccà Berlinghieri, chirurgo italiano († 1826)
- 1774 - Karl Mollweide, astronomo e matematico tedesco († 1825)
- 1774 - Nicola Caputo, vescovo cattolico italiano († 1862)
- 1775 - Maximilien Sébastien Foy, generale, politico e scrittore francese († 1825)
- 1775 - Louis-François Lejeune, generale, pittore e litografo francese († 1848)
- 1777 - John Cheyne, pediatra scozzese († 1836)
- 1777 - Blas Parera, compositore spagnolo († 1840)
- 1778 - Alessandro Giustiniani, cardinale e arcivescovo cattolico italiano († 1843)
- 1779 - Elizaveta Aleksandrovna Stroganova, nobildonna russa († 1818)
- 1786 - Carlo Sereni, ingegnere e matematico italiano († 1868)
- 1790 - Gideon Mantell, geologo, paleontologo e medico britannico († 1852)
- 1793 - Serafino Sordi, gesuita, filosofo e scrittore italiano († 1865)
- 1795 - Antonio José de Sucre, generale, politico e patriota venezuelano († 1830)
- 1798 - Christian Julius Wilhelm Schiede, botanico e medico tedesco († 1836)
- 1799 - Frederick Currie, I baronetto, diplomatico britannico († 1875)
- 1799 - Omar Ali Saifuddin II, sultano bruneiano († 1852)
- 1800 - Francis Alexander, pittore statunitense († 1880)

## XIX secolo(177)
- 1804 - Joseph Édouard de La Motte-Rouge, generale francese († 1883)
- 1805 - Samuel Ryan Curtis, generale statunitense († 1866)
- 1806 - Ansel Briggs, politico statunitense († 1881)
- 1807 - Joseph Eggleston Johnston, generale statunitense († 1891)
- 1807 - Arthur Wellesley, II duca di Wellington, nobile e militare inglese († 1884)
- 1808 - Maria di Sassonia-Weimar-Eisenach, nobile tedesca († 1877)
- 1809 - Felix Mendelssohn, compositore, direttore d'orchestra e pianista tedesco († 1847)
- 1810 - Andrew Scott Waugh, ufficiale britannico († 1878)
- 1811 - Horace Greeley, politico e giornalista statunitense († 1872)
- 1812 - Alberto Guglielmotti, religioso, teologo e storico italiano († 1893)
- 1812 - William Fraser Tolmie, chirurgo scozzese († 1886)
- 1812 - Jonáš Záborský, scrittore, poeta e storico slovacco († 1876)
- 1813 - Rosario Currò, mercante e filantropo italiano († 1887)
- 1817 - Émile Prudent, pianista e compositore francese († 1863)
- 1818 - Bohuš Nosák Nezabudov, scrittore, giornalista e pastore protestante slovacco († 1877)
- 1819 - Giovanni Battista Benardelli, pittore, incisore e fotografo italiano († 1858)
- 1820 - Luigi Trombetta, cardinale italiano († 1900)
- 1821 - Elizabeth Blackwell, medico britannico († 1910)
- 1821 - Karl Wilhelm Gottlieb Leopold Fuckel, micologo tedesco († 1876)
- 1821 - Thora Hallager, fotografa danese († 1884)
- 1823 - Spencer Fullerton Baird, ornitologo statunitense († 1887)
- 1823 - Giuseppe Francesco Blais, funzionario italiano († 1889)
- 1824 - Nathan George Evans, generale statunitense († 1868)
- 1824 - Ranald MacDonald, avventuriero, insegnante e esploratore statunitense († 1894)
- 1825 - George Conyngham, III marchese di Conyngham, nobile e ufficiale inglese († 1882)
- 1826 - Walter Bagehot, giornalista britannico († 1877)
- 1827 - Pier Carlo Boggio, patriota, giornalista e politico italiano († 1866)
- 1827 - Jean-Baptiste Poncet, pittore e incisore francese († 1901)
- 1830 - Philippe Burty, artista francese († 1890)
- 1830 - Robert Gascoyne-Cecil, III marchese di Salisbury, nobile e politico britannico († 1903)
- 1831 - Louis Rémy Mignot, pittore statunitense († 1870)
- 1831 - Odgen Rood, fisico statunitense († 1902)
- 1833 - Abu Bakar di Johor, sovrano malese († 1895)
- 1834 - Filippo Erba, patriota e militare italiano († 1905)
- 1835 - Marianna Paulucci, ornitologa e botanica italiana († 1919)
- 1838 - Tomaso Da Rin, pittore italiano († 1922)
- 1842 - Léon Glaize, pittore francese († 1931)
- 1842 - Sidney Lanier, poeta e musicista statunitense († 1881)
- 1842 - Giuseppe Paulon, patriota italiano
- 1844 - Álvaro do Carvalhal, scrittore portoghese († 1868)
- 1844 - Tolbert Lanston, inventore statunitense († 1913)
- 1844 - Ernesto Martinez, militare, ingegnere navale e politico italiano († 1932)
- 1844 - James Henry Reynolds, medico e militare britannico († 1932)
- 1845 - George Bridgeman, IV conte di Bradford, nobile e ufficiale inglese († 1915)
- 1845 - Anatolij Aleksandrovič Kurakin, politico russo († 1936)
- 1845 - Leopoldo Prato, militare italiano († 1896)
- 1846 - Judson Harmon, politico e avvocato statunitense († 1927)
- 1846 - Émile Ricquier, architetto francese († 1906)
- 1847 - Warington Baden-Powell, ammiraglio inglese († 1921)
- 1848 - Agostino Casini, politico italiano († 1892)
- 1848 - Jørgen Løvland, politico norvegese († 1922)
- 1848 - Ippolit Nikitič Myškin, rivoluzionario russo († 1885)
- 1849 - Federico Pesadori, poeta italiano († 1923)
- 1851 - Lina Hähnle, attivista tedesca († 1941)
- 1851 - Charles Adelle Lewis Totten, militare e scrittore statunitense († 1908)
- 1852 - Oreste Calzolari, scultore italiano († 1920)
- 1852 - Giulio Pittarelli, matematico italiano († 1934)
- 1853 - Leonora Braham, soprano e attrice teatrale britannica († 1931)
- 1854 - Rudolf Kobert, farmacologo tedesco († 1918)
- 1857 - Francisco Gárate, gesuita spagnolo († 1929)
- 1857 - Wilhelm Ludvig Johannsen, botanico, biologo e genetista danese († 1927)
- 1857 - Hugo Krabbe, giurista danese († 1936)
- 1857 - Ed La Menthe, musicista e compositore statunitense († 1901)
- 1857 - Giuseppe Moretti, scultore italiano († 1935)
- 1859 - Joseph Henry Blake, scacchista britannico († 1951)
- 1859 - Hugo Junkers, ingegnere e imprenditore tedesco († 1935)
- 1861 - Ernst Arndt, attore tedesco († 1942)
- 1861 - Edwin Cannan, economista inglese († 1935)
- 1861 - Alexander Maunder, tiratore a segno britannico († 1932)
- 1862 - Joaquín Dicenta, drammaturgo, scrittore e giornalista spagnolo († 1917)
- 1862 - Abel Hermant, scrittore e drammaturgo francese († 1950)
- 1862 - James Clark McReynolds, politico e avvocato statunitense († 1946)
- 1862 - Mabel St Clair Stobart, attivista britannica († 1954)
- 1864 - Joseph Camille Acosta, pittore francese († 1923)
- 1864 - Mariano Barbasán, pittore spagnolo († 1924)
- 1865 - Isaac Israëls, pittore olandese († 1934)
- 1867 - Charles Henry Turner, entomologo, psicologo e educatore statunitense († 1923)
- 1869 - Giulio Gatti Casazza, impresario teatrale italiano († 1940)
- 1869 - Carl Kaiserling, patologo tedesco († 1942)
- 1870 - Annette Kolb, scrittrice tedesca († 1967)
- 1870 - Constant van Langhendonck, cavaliere belga († 1944)
- 1870 - Ada Negri, poetessa, scrittrice e insegnante italiana († 1945)
- 1870 - George Swift, calciatore e allenatore di calcio inglese († 1956)
- 1870 - David Wall, attore canadese († 1938)
- 1871 - Jean-Baptiste Mimiague, schermidore francese († 1929)
- 1872 - Benedict Lust, medico tedesco († 1945)
- 1872 - Sydney Howard Smith, tennista e giocatore di badminton britannico († 1947)
- 1873 - Ernest Allo, religioso e presbitero francese († 1945)
- 1873 - Giacomo Appiotti, generale e politico italiano († 1948)
- 1873 - Ettore Ascoli, generale e partigiano italiano († 1943)
- 1873 - Arthur Hotaling, regista e produttore cinematografico statunitense († 1938)
- 1873 - Karl Jatho, inventore tedesco († 1933)
- 1873 - Hugh Trenchard, I visconte Trenchard, generale britannico († 1956)
- 1874 - Gertrude Stein, scrittrice e poetessa statunitense († 1946)
- 1875 - Paolo Lanzerotti, architetto e ingegnere italiano († 1944)
- 1877 - Adele Albieri, scrittrice italiana († 1964)
- 1877 - Ludwig Deubner, filologo classico e storico tedesco († 1946)
- 1877 - Ernst Nachmanson, filologo classico e grecista svedese († 1943)
- 1878 - Conrad Wiene, regista e sceneggiatore tedesco († 1934)
- 1879 - Camillo Giussani, avvocato, dirigente d'azienda e latinista italiano († 1960)
- 1879 - Emanuele Sella, economista italiano († 1946)
- 1880 - Johannes Aerts, missionario e vescovo cattolico olandese († 1942)
- 1880 - Lars Vegard, fisico e politico norvegese († 1963)
- 1880 - Maria Monaci Gallenga, stilista e designer italiana († 1944)
- 1881 - Mario Berti, generale italiano († 1964)
- 1881 - Verecondo Paoletti, politico italiano († 1974)
- 1881 - Harry Edwin Wood, astronomo sudafricano († 1946)
- 1882 - Luigi Genuardi, giurista italiano († 1935)
- 1883 - Camille Bombois, pittore francese († 1970)
- 1883 - Aldo Francesco Massera, filologo, critico letterario e storico della letteratura italiano († 1928)
- 1883 - Clarence E. Mulford, scrittore statunitense († 1956)
- 1883 - Raffaele Pettazzoni, storico delle religioni italiano († 1959)
- 1884 - Vasilij Ivanovič Agapkin, compositore e direttore d'orchestra sovietico († 1964)
- 1884 - Frank Maxwell Andrews, aviatore e generale statunitense († 1943)
- 1885 - Angelo Donati, banchiere e filantropo italiano († 1960)
- 1885 - Moses Levy, pittore italiano († 1968)
- 1885 - Roderick McKenzie, sociologo canadese († 1940)
- 1885 - Laura Sawyer, attrice statunitense († 1970)
- 1886 - Pat Harmon, attore statunitense († 1958)
- 1886 - Erwin Kroll, compositore, critico musicale e pianista tedesco († 1976)
- 1887 - Luigi Barbieri, calciatore italiano († 1931)
- 1887 - Giulio Bucciolini, giornalista, commediografo e scrittore italiano († 1974)
- 1887 - Silvio D'Amico, critico teatrale italiano († 1955)
- 1887 - Giulio Fregosi, baritono italiano († 1951)
- 1887 - Emilia Gubitosi, pianista, direttrice di coro e compositrice italiana († 1972)
- 1887 - Carlo Jachino, compositore italiano († 1971)
- 1887 - Max Josef Metzger, presbitero tedesco († 1944)
- 1887 - Lisa Regnell, tuffatrice svedese († 1979)
- 1887 - Georg Trakl, poeta austriaco († 1914)
- 1888 - Mauro Carella, insegnante italiano († 1979)
- 1889 - Carl Theodor Dreyer, regista, sceneggiatore e montatore danese († 1968)
- 1889 - James Mason, attore statunitense († 1959)
- 1889 - Risto Ryti, economista e politico finlandese († 1956)
- 1889 - Andreas Strand, ginnasta norvegese († 1958)
- 1889 - Maria Giuseppina Valdettaro, religiosa italiana († 1984)
- 1890 - Heinrich Barth, filosofo svizzero († 1965)
- 1890 - Felice Crocco, calciatore italiano († 1976)
- 1890 - George Horine, altista statunitense († 1948)
- 1890 - Larry MacPhail, dirigente sportivo statunitense († 1975)
- 1890 - Paul Scherrer, fisico svizzero († 1969)
- 1891 - Karl Allmendinger, generale tedesco († 1965)
- 1891 - Tullio Bozza, schermidore italiano († 1922)
- 1891 - Angelo Segrè, storico italiano († 1969)
- 1892 - Benedetto Migliore, giornalista e critico letterario italiano († 1956)
- 1892 - Juan Negrín, politico spagnolo († 1956)
- 1892 - Eduard Ritter von Dostler, militare e aviatore tedesco († 1917)
- 1893 - Gaston Julia, matematico francese († 1978)
- 1893 - Léon Lommel, vescovo cattolico lussemburghese († 1978)
- 1893 - Karl Patzelt, aviatore austro-ungarico († 1918)
- 1893 - Emma Roldán, attrice e costumista messicana († 1978)
- 1893 - Federico Trecco, politico e militare italiano († 1977)
- 1894 - Renzo De Vecchi, calciatore e allenatore di calcio italiano († 1967)
- 1894 - Otello Perugini, politico e antifascista italiano († 1966)
- 1894 - Norman Rockwell, pittore e illustratore statunitense († 1978)
- 1895 - André Beaudin, pittore e scultore francese († 1979)
- 1895 - Alessandro Bollani, calciatore italiano
- 1895 - Pëtr Nikolaevič Savickij, etnografo sovietico († 1968)
- 1895 - Remigio Vigliero, generale e partigiano italiano († 1967)
- 1896 - Antonio Bonsignore, militare e carabiniere italiano († 1936)
- 1896 - Alexander Grant Dexter, giornalista canadese († 1961)
- 1896 - Umberto Montanari, calciatore italiano († 1945)
- 1897 - Ivone Kirkpatrick, diplomatico britannico († 1960)
- 1897 - Carmelo Romeo, calciatore italiano († 1988)
- 1897 - Emilio Strafelini, anarchico e antifascista italiano († 1964)
- 1898 - Alvar Aalto, architetto e designer finlandese († 1976)
- 1898 - Gheorghe I. Brătianu, politico e storico rumeno († 1953)
- 1898 - Lil Hardin Armstrong, pianista e compositrice statunitense († 1971)
- 1898 - Pavel Samuilovič Uryson, matematico russo († 1924)
- 1899 - João Café Filho, giornalista, politico e avvocato brasiliano († 1970)
- 1899 - Forrest DeBernardi, cestista statunitense († 1970)
- 1899 - Ferdinand Hajný, calciatore cecoslovacco († 1978)
- 1899 - Bob John, calciatore e allenatore di calcio gallese († 1982)
- 1899 - Otto Krompholz, calciatore cecoslovacco
- 1899 - Lao She, scrittore e drammaturgo cinese († 1966)
- 1899 - Clarence Newton, pugile canadese († 1979)
- 1900 - Umberto Amaduzzi, politico italiano († 1944)
- 1900 - Pierre Massy, calciatore olandese († 1958)

## XX secolo(921)
- 1901 - Ernst Beigel, alpinista e veterinario tedesco
- 1901 - Nora Gregor, attrice austriaca († 1949)
- 1901 - Hans-Herbert Ruths, alpinista e magistrato tedesco († 1966)
- 1901 - Josef Schneider, calciatore e allenatore di calcio austriaco († 1973)
- 1901 - Ramón J. Sender, scrittore spagnolo († 1982)
- 1901 - Arvid Wallman, tuffatore svedese († 1982)
- 1901 - Lois Zellner, sceneggiatrice statunitense († 1987)
- 1903 - Alberico Casardi, diplomatico italiano
- 1903 - Douglas Douglas-Hamilton, XIV duca di Hamilton, nobile e ufficiale scozzese († 1973)
- 1903 - Fernando Giaccardi, statistico e economista italiano († 1970)
- 1903 - Angelo Grassi, antifascista e politico italiano
- 1903 - Fernand Jourdant, schermidore francese († 1956)
- 1903 - Giacomo Mosso, ingegnere aeronautico italiano († 1988)
- 1903 - John Sieg, giornalista tedesco († 1942)
- 1904 - Luigi Dallapiccola, compositore e pianista italiano († 1975)
- 1904 - Alfredo De Polzer, politico e statistico italiano († 1965)
- 1904 - Charles Arthur Floyd, criminale statunitense († 1934)
- 1905 - Paul Ariste, linguista e esperantista estone († 1990)
- 1905 - Giorgio Balladore Pallieri, giurista e magistrato italiano († 1980)
- 1905 - Irma Brandeis, critica letteraria e italianista statunitense († 1990)
- 1905 - Hermann Henselmann, architetto tedesco († 1995)
- 1905 - Gaetano Tantalo, presbitero italiano († 1947)
- 1906 - George Adamson, naturalista inglese († 1989)
- 1906 - Pio Augusto Crivellari, vescovo cattolico italiano († 1966)
- 1906 - Arturo Fernández, calciatore e allenatore di calcio peruviano († 1999)
- 1906 - Paul Sawtell, compositore polacco († 1971)
- 1906 - Gaston Tschirren, calciatore svizzero († 1983)
- 1907 - James Albert Michener, scrittore statunitense († 1997)
- 1907 - Dino Sbrana, calciatore italiano († 1981)
- 1907 - Bruno Vucinich, calciatore italiano
- 1908 - Vladimir Ivanov Georgiev, linguista e filologo bulgaro († 1986)
- 1908 - Oddbjørn Hagen, combinatista nordico e fondista norvegese († 1983)
- 1908 - Ladislav Hlad, vescovo cattolico cecoslovacco († 1979)
- 1908 - Naili Moran, cestista, arbitro di pallacanestro e discobolo turco († 1968)
- 1908 - Cino Moscatelli, partigiano e politico italiano († 1981)
- 1908 - Takashi Paolo Nagai, medico e scrittore giapponese († 1951)
- 1909 - André Cayatte, scrittore, giornalista e regista francese († 1989)
- 1909 - Åke Holm, aracnologo e biologo svedese († 1989)
- 1909 - Jaap Paauwe, calciatore olandese († 1982)
- 1909 - Giovanni Roberti, sindacalista, politico e avvocato italiano († 2010)
- 1909 - Dorothy Spencer, montatrice e attrice statunitense († 2002)
- 1909 - Simone Weil, filosofa, mistica e scrittrice francese († 1943)
- 1909 - Nikolaj Šatov, sollevatore sovietico († 1992)
- 1910 - Moshe Czerniak, scacchista polacco († 1984)
- 1910 - Robert Earl Jones, attore e pugile statunitense († 2006)
- 1910 - Maria Pedrini, soprano italiano († 1981)
- 1911 - Jehan Alain, compositore e organista francese († 1940)
- 1911 - Kåre Bergstrøm, fotografo e regista norvegese († 1976)
- 1912 - Amédée Fournier, ciclista su strada e pistard francese († 1992)
- 1912 - Jack Metcalfe, triplista, altista e lunghista australiano († 1994)
- 1912 - Jaap Mol, calciatore olandese († 1972)
- 1912 - Orlando Sain, calciatore e allenatore di calcio italiano († 1995)
- 1912 - Enrique Sorrel, calciatore cileno († 1991)
- 1912 - Jacques Soustelle, politico, scrittore e etnologo francese († 1990)
- 1912 - John Bryan Ward-Perkins, archeologo e storico dell'architettura britannico († 1981)
- 1913 - Gino Albero, calciatore italiano
- 1913 - Pietro Augusto Cassina, pittore italiano († 1999)
- 1914 - Claudio Bressanin, militare italiano († 1943)
- 1914 - Mary Carlisle, attrice statunitense († 2018)
- 1914 - Cesare Mastrella, funzionario e truffatore italiano († 1976)
- 1914 - Ivan Chodák, allenatore di calcio e calciatore slovacco († 1994)
- 1914 - Luigina Perversi, ginnasta italiana († 1983)
- 1914 - Michael Reusch, ginnasta svizzero († 1989)
- 1914 - Giuliano Tagliasacchi, calciatore italiano († 1999)
- 1914 - George Wilson, giocatore di football americano, allenatore di football americano e cestista statunitense († 1978)
- 1914 - Harlan Wilson, cestista statunitense († 1988)
- 1915 - Elena Croce, traduttrice, scrittrice e ambientalista italiana († 1994)
- 1915 - Robert Cunibil, militare e aviatore francese († 1999)
- 1915 - José Jabardo, ciclista su strada spagnolo († 1984)
- 1915 - Johannes Kotkas, lottatore estone († 1998)
- 1915 - Bill Miller, pianista statunitense († 2006)
- 1915 - Boris P'aich'adze, calciatore e allenatore di calcio sovietico († 1990)
- 1915 - Violet Webb, velocista britannica († 1999)
- 1916 - Edith Knudsen, schermitrice danese
- 1916 - Luz Machado, scrittrice, giornalista e politica venezuelana († 1999)
- 1916 - Jean Margéot, cardinale e vescovo cattolico mauriziano († 2009)
- 1916 - Michel Menu, scrittore, partigiano e educatore francese († 2015)
- 1917 - Adamello Freschi, calciatore italiano († 2005)
- 1917 - Fanula Papazoglu, storica serba († 2001)
- 1917 - Georgij Evgen'evič Šilov, matematico sovietico († 1975)
- 1917 - Arne Sucksdorff, regista, sceneggiatore e direttore della fotografia svedese († 2001)
- 1918 - Millie Bailey, militare e funzionaria statunitense († 2022)
- 1918 - Joey Bishop, attore, comico e conduttore televisivo statunitense († 2007)
- 1918 - David Nelson, allenatore di calcio e calciatore scozzese († 1988)
- 1918 - Helen Stephens, velocista, discobola e cestista statunitense († 1994)
- 1919 - Michele Carlotto, presbitero italiano († 2005)
- 1920 - Maddalena Cerasuolo, patriota, antifascista e operaia italiana († 1999)
- 1920 - Henry Heimlich, medico statunitense († 2016)
- 1920 - Khieu Ponnary, rivoluzionaria cambogiana († 2003)
- 1920 - George Armitage Miller, psicologo statunitense († 2012)
- 1920 - Angiola Minella, partigiana e politica italiana († 1988)
- 1920 - Stan Ockers, ciclista su strada e pistard belga († 1956)
- 1920 - Bibi Osterwald, attrice statunitense († 2002)
- 1921 - Ralph Alpher, cosmologo statunitense († 2007)
- 1921 - Agostino Bignardi, politico italiano († 1983)
- 1921 - Emilio Grimaldi, compositore e scrittore italiano († 2006)
- 1921 - Antonio Natali, politico italiano († 1991)
- 1921 - Bruno Touschek, fisico austriaco († 1978)
- 1922 - Sandro Canestrini, avvocato, attivista e politico italiano († 2019)
- 1922 - Helmut Haberda, militare e aviatore tedesco († 1943)
- 1922 - Arnold Laven, regista, produttore televisivo e produttore cinematografico statunitense († 2009)
- 1922 - Franz Riegler, calciatore tedesco († 1945)
- 1922 - Hans Sennholz, economista tedesco († 2007)
- 1923 - Jean Babilée, ballerino, coreografo e attore francese († 2014)
- 1923 - Nibbio Bacci, calciatore italiano († 1998)
- 1923 - Françoise Christophe, attrice francese († 2012)
- 1923 - Paul Napolitano, cestista statunitense († 1997)
- 1923 - Anselmo Pucci, politico e sindacalista italiano († 1998)
- 1923 - Giuseppe Ripa, giornalista e poeta italiano († 2005)
- 1924 - Lino Cauzzo, calciatore italiano († 1998)
- 1924 - Loris Giorgi, partigiano italiano († 1944)
- 1924 - Armando Rigobello, filosofo italiano († 2016)
- 1924 - Robert Schlienz, calciatore tedesco († 1995)
- 1924 - Arturo Schwarz, politico, editore e saggista italiano († 2021)
- 1924 - Edward Palmer Thompson, storico, scrittore e pacifista britannico († 1993)
- 1924 - Leopoldo Torre Nilsson, regista, produttore cinematografico e sceneggiatore argentino († 1978)
- 1924 - Federico Guglielmo di Hohenzollern-Sigmaringen, nobile tedesco († 2010)
- 1925 - Paul Außerleitner, saltatore con gli sci austriaco († 1952)
- 1925 - Shelley Berman, attore e comico statunitense († 2017)
- 1925 - John Fiedler, attore e doppiatore statunitense († 2005)
- 1925 - Giuseppe Gheda, partigiano italiano († 1945)
- 1925 - John Gingell, ufficiale inglese († 2009)
- 1925 - Leon Schlumpf, politico svizzero († 2012)
- 1926 - Lin Delija, pittore albanese († 1994)
- 1926 - Franz Islacker, calciatore tedesco († 1970)
- 1926 - Giuseppe Matarrese, politico italiano († 1997)
- 1926 - Maria Vittoria Mezza, politica italiana († 2005)
- 1926 - Xavier de Planhol, iranista e geografo francese († 2016)
- 1926 - Linda Sini, attrice italiana († 1999)
- 1926 - Jerzy Sterenga, cestista e allenatore di pallacanestro polacco († 1999)
- 1926 - Glen Tetley, danzatore e coreografo statunitense († 2007)
- 1926 - Anatolij Verbickij, attore sovietico († 1977)
- 1926 - Hans-Jochen Vogel, politico e avvocato tedesco († 2020)
- 1926 - Richard Yates, scrittore, giornalista e sceneggiatore statunitense († 1992)
- 1927 - Kenneth Anger, sceneggiatore, regista e scrittore statunitense († 2023)
- 1927 - Dario Baldi, giornalista italiano
- 1927 - Blas Ople, politico e giornalista filippino († 2003)
- 1927 - Elvina Ramella, soprano italiano († 2007)
- 1927 - Attilio Spozio, politico italiano († 1980)
- 1927 - Marion Tinsley, damista statunitense († 1995)
- 1928 - Glauco Gottardi, geologo italiano († 1988)
- 1928 - Hilary Masters, scrittore statunitense († 2015)
- 1928 - Delio Meoli, politico italiano († 2012)
- 1928 - Mino Milani, giornalista, scrittore e fumettista italiano († 2022)
- 1928 - Andrzej Szczypiorski, scrittore e politico polacco († 2000)
- 1928 - Frankie Vaughan, cantante e attore britannico († 1999)
- 1928 - Svend Wad, pugile danese († 2004)
- 1929 - Elmer Behnke, cestista statunitense († 2018)
- 1929 - Néstor Carballo, calciatore uruguaiano († 1981)
- 1929 - Barbara Fazio, attrice brasiliana († 2019)
- 1929 - Giacomo Grisa, calciatore e allenatore di calcio italiano
- 1929 - Pedro Nájera, calciatore messicano († 2020)
- 1929 - Wally Parobec, cestista canadese († 1995)
- 1929 - Gianpistone, artista, pittore e scenografo italiano († 2020)
- 1929 - Camilo Torres Restrepo, presbitero, guerrigliero e rivoluzionario colombiano († 1966)
- 1930 - Gianfranco Aliverti, politico italiano
- 1930 - Marina Bonfigli, attrice italiana († 2015)
- 1930 - Amédée Grab, vescovo cattolico svizzero († 2019)
- 1930 - Herbert Maeder, fotografo, scrittore e politico svizzero († 2017)
- 1930 - Umberto Panini, imprenditore italiano († 2013)
- 1930 - Joan Rice, attrice britannica († 1997)
- 1930 - Carla Stampacchia, politica italiana († 2014)
- 1930 - Maria Maddalena Yon, regista italiana († 2019)
- 1931 - Jim Brasco, cestista statunitense († 2014)
- 1931 - Gilbert Desmet, ciclista su strada e dirigente sportivo belga († 2024)
- 1932 - Flavio Roberto Carraro, vescovo cattolico e religioso italiano († 2022)
- 1932 - Francesco Corbetta, biologo e botanico italiano († 2019)
- 1932 - Peggy Ann Garner, attrice statunitense († 1984)
- 1932 - Patricia Haines, attrice britannica († 1977)
- 1932 - Stuart Hall, sociologo e attivista giamaicano († 2014)
- 1932 - Marija Itkina, velocista sovietica († 2020)
- 1933 - George Gipe, sceneggiatore e scrittore statunitense († 1986)
- 1933 - Hanna Loth, ex cestista polacca
- 1933 - Paul Sarbanes, politico e avvocato statunitense († 2020)
- 1934 - Suzan Ball, attrice statunitense († 1955)
- 1934 - Liliano Frattini, giornalista italiano († 2015)
- 1934 - Egidio Guarnacci, ex calciatore italiano
- 1934 - Rudolf Halin, matematico tedesco († 2014)
- 1934 - Sauro Scavolini, regista e sceneggiatore italiano († 2022)
- 1935 - Elżbieta Gellner, ex nuotatrice polacca
- 1935 - Aleksandr Kandel', cestista e allenatore di pallacanestro sovietico († 2005)
- 1935 - Franco Reviglio, economista, dirigente pubblico e politico italiano
- 1935 - Royal Robbins, arrampicatore statunitense († 2017)
- 1935 - Mario Stoppino, politologo italiano († 2001)
- 1935 - Johnny "Guitar" Watson, chitarrista e cantante statunitense († 1996)
- 1936 - Mongashti Amirian, sollevatore iraniano († 2021)
- 1936 - James Bridges, regista, sceneggiatore e attore statunitense († 1993)
- 1936 - Mariclare Costello, attrice statunitense
- 1936 - Hans Hoffmeister, pallanuotista tedesco († 2016)
- 1936 - Manfred Klieme, ex pistard tedesco
- 1936 - Beppe Tenti, imprenditore, produttore televisivo e esploratore italiano
- 1937 - Jacques Barrot, politico francese († 2014)
- 1937 - Pier Cesare Bori, storico delle religioni e traduttore italiano († 2012)
- 1937 - Bobby Durham, batterista statunitense († 2008)
- 1937 - Marziano Guglielminetti, critico letterario e storico della letteratura italiano († 2006)
- 1937 - Luis Ibarra, allenatore di calcio cileno († 2013)
- 1937 - Guido Lo Porto, politico italiano
- 1937 - Eduard Albert Meier, scrittore svizzero
- 1937 - Alex Young, calciatore scozzese († 2017)
- 1938 - Victor Buono, attore e comico statunitense († 1982)
- 1938 - Emile Griffith, pugile statunitense († 2013)
- 1938 - Marjatta Kajosmaa, ex fondista finlandese
- 1938 - Tony Marshall, cantante e showman tedesco († 2023)
- 1938 - Elijah Pitts, giocatore di football americano e allenatore di football americano statunitense († 1998)
- 1938 - Pauli Siitonen, fondista finlandese († 2024)
- 1938 - Antonio Maria Vegliò, cardinale e arcivescovo cattolico italiano
- 1939 - Guido Cerniglia, attore e doppiatore italiano († 2020)
- 1939 - Michael Cimino, regista, sceneggiatore e produttore cinematografico statunitense († 2016)
- 1939 - Helga Dernesch, mezzosoprano e soprano austriaca
- 1939 - Heino Kleiminger, calciatore tedesco orientale († 2015)
- 1939 - Valerij Ivanovič Kremnev, regista sovietico († 2016)
- 1939 - Pentti Nikula, ex astista finlandese
- 1939 - Dezső Novák, allenatore di calcio e calciatore ungherese († 2014)
- 1939 - Claudio Volonté, attore italiano († 1977)
- 1939 - Jacqueline de Jong, pittrice olandese († 2024)
- 1940 - Augusto Giomo, cestista e allenatore di pallacanestro italiano († 2016)
- 1940 - Waldemar Rial, cestista uruguaiano († 2019)
- 1940 - Fran Tarkenton, ex giocatore di football americano e imprenditore statunitense
- 1940 - Ludwig Weimer, teologo tedesco
- 1941 - Lydia Biondi, attrice italiana († 2016)
- 1941 - Dory Funk Jr., ex wrestler statunitense
- 1941 - Vilmoş Gheorghe, biatleta rumeno († 2001)
- 1941 - Radvilas Kasimiras Gorauskas, cestista brasiliano († 1983)
- 1941 - Francisco Jara, calciatore messicano († 2024)
- 1941 - David Kent, storico australiano
- 1942 - Leoluca Bagarella, mafioso italiano
- 1942 - Enrico Baleri, imprenditore, designer e progettista italiano († 2025)
- 1942 - Otto Fräßdorf, ex calciatore tedesco orientale
- 1942 - Nancy Holland, ex sciatrice alpina canadese
- 1942 - Satoko Tanaka, ex nuotatrice giapponese
- 1942 - Takeji Tomita, artista marziale giapponese
- 1942 - Evgenij Ivanovič Šapošnikov, generale e politico russo († 2020)
- 1943 - Robert J. Bentley, politico statunitense
- 1943 - Neil Bogart, imprenditore statunitense († 1982)
- 1943 - Domenico Calcagno, cardinale e arcivescovo cattolico italiano
- 1943 - Alberto Castagnetti, nuotatore italiano († 2009)
- 1943 - Blythe Danner, attrice statunitense
- 1943 - Dennis Edwards, cantante statunitense († 2018)
- 1943 - Seizō Fukumoto, attore giapponese († 2021)
- 1943 - Pierre Howard, politico statunitense
- 1943 - Alastair MacLennan, artista scozzese
- 1943 - Luciano Manni, ex calciatore italiano
- 1943 - Shawn Phillips, cantautore statunitense
- 1944 - Danny Campbell, calciatore inglese († 2020)
- 1944 - Gale Gillingham, giocatore di football americano statunitense († 2011)
- 1944 - Trisha Noble, cantante e attrice australiana († 2021)
- 1945 - Willeke Alberti, cantante e attrice olandese
- 1945 - Don Franco, cantante e compositore italiano († 1990)
- 1945 - Bob Griese, ex giocatore di football americano statunitense
- 1945 - Hideo Kanaya, pilota motociclistico giapponese († 2013)
- 1945 - Don Ohlmeyer, dirigente d'azienda, produttore televisivo e giornalista statunitense († 2017)
- 1945 - Alphonsius Stoffels, ex calciatore olandese
- 1945 - Anna Maria Tarantola, banchiera e dirigente pubblica italiana
- 1945 - Philip Waruinge, pugile keniota († 2022)
- 1946 - Giovanni Aiello, poliziotto e agente segreto italiano († 2017)
- 1946 - Pablo García León, ex cestista cubano
- 1946 - Milo Hrnić, cantante e politico croato († 2023)
- 1946 - Im Seung-hwi, ex calciatore nordcoreano
- 1946 - Bruno Kneubühler, pilota motociclistico svizzero
- 1946 - Hans Zingre, ex sciatore alpino svizzero
- 1947 - Koos Alberts, cantante olandese († 2018)
- 1947 - Paul Auster, scrittore, saggista e poeta statunitense († 2024)
- 1947 - Hristo Bonev, allenatore di calcio e ex calciatore bulgaro
- 1947 - Angel Cenov, calciatore bulgaro († 2006)
- 1947 - Beppe Cino, regista e sceneggiatore italiano
- 1947 - Dave Davies, cantante e chitarrista britannico
- 1947 - Paolo Fondato, regista e sceneggiatore italiano
- 1947 - Danièle Hervieu-Léger, scrittrice francese
- 1947 - Georgi Kamenski, ex calciatore bulgaro
- 1947 - Stephen McHattie, attore canadese
- 1947 - Maurizio Micheli, attore, comico e commediografo italiano
- 1947 - Soledad Puértolas, scrittrice e docente spagnola
- 1947 - Melanie Safka, cantautrice statunitense († 2024)
- 1947 - Emil Paul Tscherrig, cardinale, arcivescovo cattolico e diplomatico svizzero
- 1947 - Leonardo Visconti di Modrone, diplomatico italiano
- 1948 - Luciano Bonetti, imprenditore, dirigente d'azienda e dirigente sportivo italiano
- 1948 - Gilbert Collard, scrittore, avvocato e politico francese
- 1948 - János Drapál, pilota motociclistico ungherese († 1985)
- 1948 - Dwight Clinton Jones, politico statunitense
- 1948 - Henning Mankell, scrittore svedese († 2015)
- 1948 - Thomas Rosales, attore e stuntman statunitense
- 1948 - Al Williams, cestista statunitense († 2007)
- 1948 - Carlos Filipe Ximenes Belo, vescovo cattolico est-timorese
- 1949 - Giuseppe Biagi, pittore italiano
- 1949 - Dīmos Eleutheriadīs, ex calciatore cipriota
- 1949 - Arthur Kane, chitarrista e bassista statunitense († 2004)
- 1949 - Osamu Kitajima, musicista, compositore e produttore discografico giapponese
- 1949 - Hennie Kuiper, ex ciclista su strada e dirigente sportivo olandese
- 1949 - Kati Marton, giornalista e scrittrice ungherese
- 1949 - Angelo Petrosino, scrittore, traduttore e docente italiano
- 1949 - Marijan Čerček, ex calciatore jugoslavo
- 1950 - Simone Alaimo, basso-baritono italiano
- 1950 - Tommy Andersson, ex calciatore svedese
- 1950 - Markku Aro, cantante finlandese
- 1950 - Claudio Donati, storico italiano († 2008)
- 1950 - Pasquale Foti, imprenditore e dirigente sportivo italiano
- 1950 - Pamela Franklin, attrice britannica
- 1950 - Gerald Gutierrez, regista teatrale statunitense († 2003)
- 1950 - Morgan Fairchild, attrice statunitense
- 1950 - Cesare Pasini, presbitero e bibliotecario italiano
- 1950 - Walt Patulski, ex giocatore di football americano statunitense
- 1950 - Andrea Stauffacher, pedagogista svizzera
- 1950 - Alvaro Vitali, attore e comico italiano († 2025)
- 1950 - Ron Woodroof, imprenditore statunitense († 1992)
- 1951 - Arsène Auguste, calciatore haitiano († 1993)
- 1951 - Blaise Compaoré, politico burkinabé
- 1951 - Byron Erickson, fumettista statunitense
- 1951 - Felipe Muñoz, ex nuotatore messicano
- 1952 - Richard Bone, musicista statunitense
- 1952 - Cellou Dalein Diallo, politico e economista guineano
- 1952 - Jack Fields, politico statunitense
- 1952 - Basilio Giordano, politico italiano
- 1952 - Vito Ippolito, dirigente sportivo italiano
- 1952 - Mamadou Lamine Loum, politico senegalese
- 1952 - Anton Lubowski, politico namibiano († 1989)
- 1952 - Fred Lynn, ex giocatore di baseball statunitense
- 1952 - Andrej Makeev, cestista sovietico († 2021)
- 1952 - Susan Shields, ex nuotatrice statunitense
- 1953 - Chris Bahr, ex calciatore e ex giocatore di football americano statunitense
- 1953 - Boom Gaspar, musicista statunitense
- 1953 - Bojan Prašnikar, allenatore di calcio e ex calciatore sloveno
- 1953 - Robert R., statunitense († 1969)
- 1953 - František Štambachr, ex calciatore cecoslovacco
- 1953 - Ronald Keith Williamson, giocatore di baseball statunitense († 2004)
- 1954 - Tom Barrise, allenatore di pallacanestro statunitense († 2022)
- 1954 - Tekla Chemabwai, ex velocista e mezzofondista keniota
- 1954 - Timothy Costelloe, arcivescovo cattolico australiano
- 1954 - Irmgard Lukasser, ex sciatrice alpina austriaca
- 1954 - Tommy Zvoncheck, tastierista statunitense
- 1955 - Tim Friese-Greene, compositore, musicista e produttore discografico britannico
- 1955 - Costantino Garraffa, politico italiano
- 1955 - Mike Horner, ex attore pornografico e regista statunitense
- 1955 - Antonio Matteoni, ex calciatore italiano
- 1955 - Jacques Pereira, calciatore portoghese († 2020)
- 1955 - Bruno Pezzey, calciatore austriaco († 1994)
- 1955 - Zbigniew Rau, politico, giurista e diplomatico polacco
- 1955 - Momir Rnić, ex pallamanista serbo
- 1955 - Renato Villalta, ex cestista e dirigente sportivo italiano
- 1955 - Calogero Zucchetto, poliziotto italiano († 1982)
- 1956 - Keiko Araki, ex cestista giapponese
- 1956 - Ernie Brandts, allenatore di calcio e ex calciatore olandese
- 1956 - Marco Cacciatori, calciatore italiano († 2024)
- 1956 - Hernán Darío Gómez, allenatore di calcio e ex calciatore colombiano
- 1956 - John Jefferson, ex giocatore di football americano statunitense
- 1956 - Gordon King, ex giocatore di football americano statunitense
- 1956 - Tom Kristiansen, ex saltatore con gli sci norvegese
- 1956 - Nathan Lane, attore statunitense
- 1956 - Denis Levasseur, attore canadese
- 1956 - David John Malloy, vescovo cattolico statunitense
- 1956 - Daniele Manca, giornalista, scrittore e saggista italiano
- 1956 - Lee Ranaldo, chitarrista e cantante statunitense
- 1956 - Slobodan Trifunović, ex pallanuotista jugoslavo
- 1957 - Caroline Berg, attrice cinematografica francese
- 1957 - Giuseppe Corti, dirigente sportivo e ex calciatore italiano
- 1957 - Christophe Grégoire, ex cestista francese
- 1957 - Ulrich Karger, scrittore tedesco
- 1957 - Eric Lander, biologo e funzionario statunitense
- 1957 - Marlon Riggs, regista cinematografico statunitense († 1994)
- 1957 - Chico Serra, pilota automobilistico brasiliano
- 1957 - Sima Samar, avvocatessa e attivista afghana
- 1957 - Steven Stapleton, cantante e musicista inglese
- 1958 - Klaus Berggreen, ex calciatore danese
- 1958 - Nelson Carrero, ex calciatore venezuelano
- 1958 - Joe Edwards, ex astronauta statunitense
- 1958 - Krzysztof Fikiel, ex cestista polacco
- 1958 - Serginho Herval, cantante, batterista e produttore discografico brasiliano
- 1958 - Salvatore Ladu, fantino italiano
- 1958 - Reema Lagoo, attrice indiana († 2017)
- 1958 - Bobby Lohse, velista svedese
- 1958 - Joanie Madden, flautista statunitense
- 1958 - N. Gregory Mankiw, economista e blogger statunitense
- 1958 - Silvano Motta, ex cestista italiano
- 1958 - Massimo Pedrazzini, allenatore di calcio e ex calciatore italiano
- 1958 - Vincenzo Pepe, giurista, ambientalista e scrittore italiano
- 1958 - Geraldo Pereira, ex calciatore brasiliano
- 1958 - Piotr Sobociński, direttore della fotografia polacco († 2001)
- 1958 - Aldo Maria Valli, giornalista e saggista italiano
- 1958 - Octavio Zambrano, dirigente sportivo, allenatore di calcio e ex calciatore ecuadoriano
- 1959 - Jody Allen, imprenditrice e filantropa statunitense
- 1959 - Thomas Calabro, attore statunitense
- 1959 - Dennis Smith, ex giocatore di football americano statunitense
- 1959 - Saturnino Di Ruscio, politico italiano
- 1959 - Eddie Johnson, giocatore di football americano statunitense († 2003)
- 1959 - Kwon Oh-son, allenatore di calcio e ex calciatore sudcoreano
- 1959 - Fredric Lehne, attore statunitense
- 1959 - Chan Santokhi, politico surinamese
- 1959 - Lol Tolhurst, batterista e tastierista britannico
- 1959 - Darnell Valentine, ex cestista statunitense
- 1959 - Rikki Wemega-Kwawu, artista ghanese
- 1959 - Rob Wittman, politico statunitense
- 1959 - Óscar Iván Zuluaga, economista e politico colombiano
- 1959 - Ferzan Özpetek, regista, sceneggiatore e scrittore turco
- 1960 - André Antoine, politico belga
- 1960 - David Dowlen, ex tennista statunitense
- 1960 - Kara Hui, attrice cinese
- 1960 - Marty Jannetty, ex wrestler statunitense
- 1960 - Stéphane Le Foll, politico francese
- 1960 - Joachim Löw, allenatore di calcio e ex calciatore tedesco
- 1960 - Nikolaj Mateev, ex schermidore bulgaro
- 1960 - Mariella Nava, cantautrice italiana
- 1960 - Pasquale Nessa, politico italiano
- 1960 - Giorgio Panzini, cestista italiano
- 1960 - Mario Parrinello, compositore di scacchi italiano
- 1960 - Giuseppe Stasio, ex calciatore, ex giocatore di calcio a 5 e dirigente sportivo italiano
- 1960 - Kerry Von Erich, wrestler statunitense († 1993)
- 1961 - Jay Adams, skater statunitense († 2014)
- 1961 - Alexandru Chiculiță, ex schermidore rumeno
- 1961 - Linda Eder, cantante e attrice teatrale statunitense
- 1961 - Keith Gordon, regista e attore statunitense
- 1961 - Alessandro Goti, cestista italiano († 2018)
- 1961 - Didier Hoyer, ex canoista francese
- 1961 - Bruce Kuczenski, ex cestista statunitense
- 1961 - Willy Maes, ex giocatore di calcio a 5 belga
- 1961 - Colin McNab, scacchista scozzese
- 1961 - Salil Shetty, funzionario indiano
- 1961 - Jayen Varma, bassista indiano
- 1962 - Ralf van Bühren, storico e teologo tedesco
- 1962 - Luca Conti, traduttore e giornalista italiano
- 1962 - Corinne Eugster, ex sciatrice alpina svizzera
- 1962 - Michele Greene, attrice statunitense
- 1962 - René Schöfisch, ex pattinatore di velocità su ghiaccio tedesco
- 1962 - Claudio Valigi, allenatore di calcio e ex calciatore italiano
- 1963 - Jørn Andersen, allenatore di calcio e ex calciatore norvegese
- 1963 - Fawzi Benkhalidi, ex calciatore algerino
- 1963 - José Biriukov, ex cestista sovietico
- 1963 - Itzhak Gilboa, economista israeliano
- 1963 - Isabella Lövin, politica, scrittrice e giornalista svedese
- 1963 - Marilena Marinache, ex cestista rumena
- 1963 - Stefano Mei, ex mezzofondista e dirigente sportivo italiano
- 1963 - Donatella Milani, cantautrice italiana
- 1963 - Peter van Noord, ex cestista e allenatore di pallacanestro olandese
- 1963 - Massimo Radice, ex calciatore italiano
- 1963 - Raghuram Rajan, economista indiano
- 1963 - Rik Van Slycke, dirigente sportivo, ex ciclista su strada e pistard belga
- 1964 - Matraca Berg, cantautrice statunitense
- 1964 - Vinko Brešan, regista croato
- 1964 - Latham Gaines, attore cinematografico, attore teatrale e compositore statunitense
- 1964 - Alberto Gamero, allenatore di calcio e ex calciatore colombiano
- 1964 - Ann Harada, attrice e cantante statunitense
- 1964 - Corinne Masiero, attrice francese
- 1964 - Gregorio Nardi, pianista italiano
- 1964 - Gary D. Roach, montatore statunitense
- 1964 - Marc Robinson, attore indiano
- 1964 - Michael Rummenigge, ex calciatore tedesco
- 1964 - Domenico Semeraro, bobbista svizzero
- 1964 - Gengoroh Tagame, fumettista giapponese
- 1964 - Indrek Tarand, politico e giornalista estone
- 1964 - Ellen Thomas, attrice sierraleonese
- 1965 - Monica Bonvicini, artista italiana
- 1965 - Alberto Camargo, ex ciclista su strada colombiano
- 1965 - Massimo Cassano, politico italiano
- 1965 - David Graham, ex cestista australiano
- 1965 - Esa Keskinen, ex hockeista su ghiaccio finlandese
- 1965 - Kathleen Kinmont, attrice, regista e direttrice della fotografia statunitense
- 1965 - Terje Langli, ex fondista norvegese
- 1965 - Marjo Matikainen-Kallström, politica e ex fondista finlandese
- 1965 - Billy More, cantante italiano († 2005)
- 1965 - Klaus Sulzenbacher, ex combinatista nordico austriaco
- 1965 - Maura Tierney, attrice statunitense
- 1966 - Martino Albonetti, politico italiano
- 1966 - Gianni Biondillo, scrittore, drammaturgo e architetto italiano
- 1966 - Susanna Donatella Campione, politica italiana
- 1966 - Frank Coraci, regista e sceneggiatore statunitense
- 1966 - Wendell Davis, ex giocatore di football americano statunitense
- 1966 - Jean-Jacques Eydelie, allenatore di calcio e ex calciatore francese
- 1966 - Danny Herman, ex cestista belga
- 1966 - Luca Mantoan, allenatore di pallavolo e ex pallavolista italiano
- 1966 - Kōstas Patavoukas, ex cestista e allenatore di pallacanestro greco
- 1966 - Steve Pink, attore, sceneggiatore e regista statunitense
- 1966 - Alena Švajbovič, ex cestista sovietica
- 1966 - Bruno Vitiello, scrittore italiano
- 1967 - Fabrizio Bucciarelli, ex calciatore italiano
- 1967 - Carlo De Bei, chitarrista, cantante e compositore italiano
- 1967 - Gary di Silvestri, fondista statunitense
- 1967 - Tim Flowers, allenatore di calcio e ex calciatore inglese
- 1967 - Giancarlo Micheli, poeta e scrittore italiano
- 1967 - Maya Okamoto, attrice, doppiatrice e cantante giapponese
- 1967 - Mixu Paatelainen, allenatore di calcio e ex calciatore finlandese
- 1967 - Ego Perron, politico italiano
- 1967 - Andrej Razenkov, regista russo
- 1967 - Aurelio Vidmar, allenatore di calcio e ex calciatore australiano
- 1968 - Vlade Divac, ex cestista e dirigente sportivo jugoslavo
- 1968 - Christine Gomis, ex cestista francese
- 1968 - Mark Koevermans, ex tennista e dirigente sportivo olandese
- 1968 - František Kučera, ex hockeista su ghiaccio ceco
- 1968 - Mary Onyali-Omagbemi, ex velocista nigeriana
- 1968 - Darren Peacock, allenatore di calcio e ex calciatore inglese
- 1968 - Marlis Petersen, cantante lirica e musicista tedesca
- 1968 - Franz Schädler, ex calciatore e allenatore di calcio liechtensteinese
- 1968 - Harry Schädler, ex calciatore liechtensteinese
- 1968 - Wang Lihong, ex schermidore cinese
- 1969 - Beau Biden, politico, avvocato e militare statunitense († 2015)
- 1969 - Andrew Form, produttore cinematografico statunitense
- 1969 - Retief Goosen, golfista sudafricano
- 1969 - Kōji Maeda, allenatore di calcio e ex calciatore giapponese
- 1969 - John McDermott, allenatore di calcio e ex calciatore inglese
- 1969 - Robert Pack, ex cestista e allenatore di pallacanestro statunitense
- 1969 - Shane Rangi, attore e stuntman neozelandese
- 1969 - John Spence, cantante statunitense († 1987)
- 1969 - Milton Welsh, attore e doppiatore tedesco
- 1969 - Rudy Zerbi, personaggio televisivo, conduttore radiofonico e produttore discografico italiano
- 1970 - Juan Bautista Borja, pilota motociclistico spagnolo
- 1970 - WC, rapper e attore statunitense
- 1970 - Óscar Córdoba, ex calciatore colombiano
- 1970 - Eric Curry, ex giocatore di football americano statunitense
- 1970 - Warwick Davis, attore, conduttore televisivo e comico britannico
- 1970 - Adama Diakhaté, ex cestista senegalese
- 1970 - Franck Gava, ex calciatore francese
- 1970 - Sabine Ginther, ex sciatrice alpina austriaca
- 1970 - Tom Graves, politico statunitense
- 1970 - Steffen Karl, ex calciatore tedesco
- 1970 - Marina Kolonina, ex pentatleta russa
- 1970 - Richie Kotzen, chitarrista e cantante statunitense
- 1970 - Jason Muzzatti, allenatore di hockey su ghiaccio e ex hockeista su ghiaccio canadese
- 1970 - Katja Petrowskaja, scrittrice e giornalista tedesca
- 1970 - Anthony e Joe Russo, regista, sceneggiatore e produttore televisivo statunitense
- 1970 - Ofisa Tonu'u, ex rugbista a 15 neozelandese
- 1971 - Claudio D'Onofrio, ex calciatore italiano
- 1971 - Jaka Daneu, ex cestista sloveno
- 1971 - Sean Dawkins, giocatore di football americano statunitense († 2023)
- 1971 - Elisa Donovan, attrice statunitense
- 1971 - Vincent Elbaz, attore francese
- 1971 - Sarah Kane, drammaturga britannica († 1999)
- 1971 - Žanna Keller, ex cestista russa
- 1971 - Soso Lip'art'eliani, ex judoka georgiano
- 1971 - Víctor Marulanda, ex calciatore e dirigente sportivo colombiano
- 1971 - Gustavo Méndez, ex calciatore uruguaiano
- 1971 - Lars Pape, attore e regista tedesco
- 1971 - Albert Thomassen, ex calciatore faroese
- 1971 - Nenad Veselji, ex calciatore serbo
- 1971 - Cristian da Silva, ex calciatore argentino
- 1972 - Franny Armstrong, regista britannica
- 1972 - Liskula Cohen, modella canadese
- 1972 - Paul Hall, allenatore di calcio e ex calciatore giamaicano
- 1972 - Georg Koch, allenatore di calcio e ex calciatore tedesco
- 1972 - Riku Korhonen, scrittore finlandese
- 1972 - Jesper Kyd, compositore danese
- 1972 - Victor LaValle, scrittore statunitense
- 1972 - Sergej Mamčur, calciatore russo († 1997)
- 1972 - Tyrone Poole, ex giocatore di football americano statunitense
- 1972 - Mart Poom, ex calciatore estone
- 1972 - Paolo Pulciani, politico italiano
- 1972 - Matthias Simmen, ex biatleta svizzero
- 1972 - Hanne Staff, orientista norvegese
- 1973 - Claudio Acunzo, ex cestista italiano
- 1973 - Luca Poldelmengo, scrittore e sceneggiatore italiano
- 1973 - Cristina Maria Rodríguez, docente statunitense
- 1973 - Mike Schubert, politico tedesco
- 1974 - Marina Burmistrova, ex cestista russa
- 1974 - Nenad Grozdić, allenatore di calcio e ex calciatore serbo
- 1974 - Shahab Hosseini, attore iraniano
- 1974 - Daniel Igali, lottatore canadese
- 1974 - Julie Meadows, ex attrice pornografica statunitense
- 1974 - Ayanna Pressley, politica statunitense
- 1974 - Jason Ricci, armonicista e cantante statunitense
- 1974 - Carlos Henrique Rodrigues do Nascimento, ex cestista brasiliano
- 1974 - Florian Rousseau, ex pistard francese
- 1974 - Mirko Signorile, pianista e compositore italiano
- 1974 - Miriam Yeung, cantante e attrice cinese
- 1975 - Terry Chen, attore canadese
- 1975 - Luciano Di Pardo, ex siepista e mezzofondista italiano
- 1975 - Claúdio Zélito da Fonseca Aguiar, ex calciatore portoghese
- 1975 - Ian Hurdle, ex calciatore britannico
- 1975 - Benjamin Melquiond, ex sciatore alpino francese
- 1975 - Jannon Roland, ex cestista e allenatrice di pallacanestro statunitense
- 1975 - Markus Schulz, disc jockey tedesco
- 1975 - Brad Thorn, ex rugbista a 13, ex rugbista a 15 e allenatore di rugby a 15 neozelandese
- 1976 - Stéphane Antiga, allenatore di pallavolo e ex pallavolista francese
- 1976 - Daddy Yankee, cantante, rapper e produttore cinematografico portoricano
- 1976 - Mathieu Dandenault, ex hockeista su ghiaccio canadese
- 1976 - Tijana Dapčević, cantante macedone
- 1976 - Isla Fisher, attrice australiana
- 1976 - Tim Heidecker, comico, sceneggiatore e regista statunitense
- 1976 - Cătălin Hîldan, calciatore rumeno († 2000)
- 1976 - Vitalij Ivanov, ex pallamanista e allenatore di pallamano russo
- 1976 - Stojan Kolev, allenatore di calcio e ex calciatore bulgaro
- 1976 - Vitali Maevici, ex calciatore moldavo
- 1976 - Magic Box, musicista e cantante italiano
- 1976 - Michal Mareš, ex giocatore di calcio a 5 ceco
- 1976 - Dwayne Rudd, ex giocatore di football americano statunitense
- 1976 - Vinni, cantante e rapper norvegese
- 1976 - Eihi Shiina, attrice e modella giapponese
- 1976 - Tyr, cantante e rapper norvegese
- 1977 - Adia Barnes, ex cestista e allenatrice di pallacanestro statunitense
- 1977 - Cameron Culbert, ex sciatore alpino e sciatore freestyle canadese
- 1977 - Nino Luarsabishvili, ex tennista georgiana
- 1977 - Bruno Quadros, allenatore di calcio e ex calciatore brasiliano
- 1977 - Nikola Raoma, ex calciatore figiano
- 1977 - Omar Sacco, ex bobbista italiano
- 1977 - Vencislav Simeonov, allenatore di pallavolo e ex pallavolista bulgaro
- 1977 - Wang Anzhi, ex calciatore cinese
- 1977 - Maitland Ward, attrice pornografica, modella e attrice televisiva statunitense
- 1977 - Carlos Zegarra, calciatore peruviano
- 1977 - Marek Židlický, ex hockeista su ghiaccio ceco
- 1978 - Joan Capdevila, ex calciatore spagnolo
- 1978 - Chae Ri-na, cantante sudcoreana
- 1978 - Amal Clooney, avvocato e giurista libanese
- 1978 - Vincenzo Figuccio, karateka e militare italiano
- 1978 - Valerio Foglia Manzillo, attore e modello italiano
- 1978 - Beat Hefti, ex bobbista e ex velocista svizzero
- 1978 - Andy Herron, ex calciatore costaricano
- 1978 - Stribor Kusturica, attore, musicista e compositore serbo
- 1978 - Matt Nielsen, allenatore di pallacanestro e ex cestista australiano
- 1978 - Jessica Polsky, attrice, conduttrice televisiva e showgirl statunitense
- 1978 - Adrian R'Mante, attore e conduttore televisivo statunitense
- 1978 - Eliza Schneider, attrice e doppiatrice statunitense
- 1978 - Sasha Victorine, ex calciatore statunitense
- 1979 - Vesna Čitaković, ex pallavolista serba
- 1979 - Epifanio I, arcivescovo ortodosso ucraino
- 1979 - Becca Fitzpatrick, scrittrice statunitense
- 1979 - Mizuho Kusanagi, fumettista giapponese
- 1979 - Ray Jónsson, ex calciatore filippino
- 1979 - Ransom Riggs, scrittore statunitense
- 1979 - Costa Ronin, attore russo
- 1979 - Wouter Vrancken, allenatore di calcio e ex calciatore belga
- 1980 - Donis Escober, ex calciatore honduregno
- 1980 - Markus Esser, ex martellista tedesco
- 1980 - Richard Gariseb, ex calciatore namibiano
- 1980 - Andrew Henderson, rugbista a 15 britannico
- 1980 - Davide Moscardelli, ex calciatore italiano
- 1980 - Édson Nobre, ex calciatore angolano
- 1980 - George Ogăraru, ex calciatore rumeno
- 1980 - Felicia Ragland, ex cestista statunitense
- 1980 - Francisco Sousa, ex calciatore spagnolo
- 1981 - SebastiAn, musicista francese
- 1981 - Modeste Eta, ex calciatore congolese (Repubblica del Congo)
- 1981 - Manuel Gaspar Haro, ex calciatore spagnolo
- 1981 - Micah P. Hinson, cantautore e chitarrista statunitense
- 1981 - Vedran Ješe, ex calciatore croato
- 1981 - James Laxton, direttore della fotografia statunitense
- 1981 - Mehdi Rahmati, allenatore di calcio e ex calciatore iraniano
- 1981 - Maurice Ross, allenatore di calcio e ex calciatore scozzese
- 1981 - Ingrid Rumpfhuber, ex sciatrice alpina austriaca
- 1981 - Ben Sigmund, ex calciatore neozelandese
- 1981 - Frederick Vah, ex calciatore liberiano
- 1982 - Tim Burke, ex biatleta statunitense
- 1982 - Marie-Ève Drolet, pattinatrice di short track canadese
- 1982 - David Fuster, ex calciatore spagnolo
- 1982 - Paul Gaustad, ex hockeista su ghiaccio statunitense
- 1982 - Vera Brežneva, cantante, attrice e conduttrice televisiva ucraina
- 1982 - Jessica Harp, cantautrice e chitarrista statunitense
- 1982 - Jalal Hosseini, ex calciatore iraniano
- 1982 - Gyula Káté, pugile ungherese
- 1982 - Iveta Marčauskaitė, ex cestista lituana
- 1982 - Marijana Markovic, schermitrice tedesca
- 1982 - Philipp Marx, ex tennista tedesco
- 1982 - Anna Puu, cantante finlandese
- 1982 - Bridget Regan, attrice statunitense
- 1982 - Roland Schwegler, allenatore di calcio e ex calciatore svizzero
- 1982 - Becky Bayless, wrestler statunitense
- 1982 - Won Woo-young, schermidore sudcoreano
- 1983 - Mauricio Aguiar, ex cestista uruguaiano
- 1983 - Carlos Berlocq, allenatore di tennis e ex tennista argentino
- 1983 - Gu Li, goista cinese
- 1983 - Deniz Hakyemez, pallavolista turca
- 1983 - Predrag Jokić, ex pallanuotista montenegrino
- 1983 - Newton Ben Katanha, ex calciatore zimbabwese
- 1983 - Oleksandr Kovpak, ex calciatore ucraino
- 1983 - Dimitri Pätzold, ex hockeista su ghiaccio tedesco
- 1983 - Hillary Scott, ex attrice pornografica statunitense
- 1983 - Michal Šlesingr, ex biatleta ceco
- 1983 - Marcus Tudgay, calciatore inglese
- 1983 - Josefa de Souza, pallavolista brasiliana
- 1984 - Saad Al-Harthi, ex calciatore saudita
- 1984 - Lourival Assis, ex calciatore brasiliano
- 1984 - Hassoun Camara, ex calciatore francese
- 1984 - Sara Carbonero, giornalista spagnola
- 1984 - Lucas Correa, ex calciatore argentino
- 1984 - Rogério Dutra da Silva, ex tennista brasiliano
- 1984 - Elizabeth Holmes, imprenditrice statunitense
- 1984 - Ibrahim Jaaber, ex cestista statunitense
- 1984 - Valentino Lai, ex calciatore italiano
- 1984 - Jurij Mamaev, ex calciatore russo
- 1984 - Natalie Mars, attrice pornografica statunitense
- 1984 - Collins Mbesuma, ex calciatore zambiano
- 1984 - Matthew Moy, attore statunitense
- 1984 - Phillipe Nover, artista marziale misto statunitense
- 1984 - Alexandra Oquendo, ex pallavolista portoricana
- 1984 - Taras Petrivs'kyj, ex calciatore ucraino
- 1984 - Donovan Ruddick, wrestler statunitense
- 1984 - Aleksejs Višņakovs, ex calciatore lettone
- 1984 - Hernâni José da Rosa, ex calciatore brasiliano
- 1985 - Oleksandr Alijev, allenatore di calcio e ex calciatore ucraino
- 1985 - Fabrizia D'Ottavio, ex ginnasta italiana
- 1985 - Justin Doellman, ex cestista statunitense
- 1985 - Anthony Harris, ex cestista statunitense
- 1985 - Andrėj Kascicyn, hockeista su ghiaccio bielorusso
- 1985 - Filip Lukšík, allenatore di calcio e calciatore slovacco
- 1985 - Vânia Fernandes, cantante portoghese
- 1985 - Brendan Roberts, pilota motociclistico australiano
- 1986 - Rémi Cusin, ex ciclista su strada francese
- 1986 - James DeGale, pugile britannico
- 1986 - Lucas Duda, giocatore di baseball statunitense
- 1986 - David Edwards, ex calciatore gallese
- 1986 - Karim Ibrahim El-Sayed, lottatore egiziano
- 1986 - Alfredo González Bordón, ex calciatore argentino
- 1986 - Angela Marino, ex cestista neozelandese
- 1986 - Miljan Mutavdžić, ex calciatore serbo
- 1986 - Anna Nazarova, lunghista russa
- 1986 - Michael Rimmer, mezzofondista britannico
- 1986 - Tamer Salah, calciatore palestinese
- 1986 - Luca Shytaj, scacchista italiano
- 1986 - Yūsuke Tanaka, ex calciatore giapponese
- 1987 - Youssef El-Arabi, calciatore marocchino
- 1987 - Elvana Gjata, cantante e compositrice albanese
- 1987 - Mark Grossman, attore statunitense
- 1987 - Gian Marco Guidaldi, ex pallanuotista e allenatore di pallanuoto italiano
- 1987 - Ramon Harewood, giocatore di football americano barbadiano
- 1987 - Marcel Haščák, hockeista su ghiaccio slovacco
- 1987 - Daniel Jacobs, pugile statunitense
- 1987 - Cleiton Silva, calciatore brasiliano
- 1987 - Thomas Schreiner, ex cestista e allenatore di pallacanestro austriaco
- 1987 - Raivydas Stanys, altista lituano
- 1987 - Petri Viljanen, arbitro di calcio e ex calciatore finlandese
- 1987 - Katarzyna Zaroślińska, pallavolista polacca
- 1988 - Romina Bachi, calciatrice italiana
- 1988 - Meryem Boz, pallavolista turca
- 1988 - Abiola Dauda, calciatore nigeriano
- 1988 - Kamil Glik, calciatore polacco
- 1988 - Evgenij Kozulin, pattinatore di short track russo
- 1988 - Hamza Kramou, pugile algerino
- 1988 - Timofej Lapšin, biatleta russo
- 1988 - Lianne Sanderson, calciatrice inglese
- 1988 - Chrystyna Stuj, velocista ucraina
- 1988 - Yumi Sudō, doppiatrice giapponese
- 1988 - Johnny White, ex giocatore di football americano statunitense
- 1988 - Gregory van der Wiel, ex calciatore olandese
- 1989 - Bartłomiej Babiarz, ex calciatore polacco
- 1989 - Marius Boldt, calciatore norvegese
- 1989 - Michał Buchalik, calciatore polacco
- 1989 - Maria Grazia Cioffi, rugbista a 15 e allenatrice di rugby a 15 italiana
- 1989 - Eduardo Dantas, artista marziale misto brasiliano
- 1989 - Andre Ellington, giocatore di football americano statunitense
- 1989 - Reinardt Janse van Rensburg, ciclista su strada sudafricano
- 1989 - Jia, cantante, rapper e attrice cinese
- 1989 - Julio Jones, ex giocatore di football americano statunitense
- 1989 - Kalisha Keane, ex cestista canadese
- 1989 - Vania King, ex tennista statunitense
- 1989 - George Lebese, ex calciatore sudafricano
- 1989 - David Manga, ex calciatore centrafricano
- 1989 - Leonis Martínez, calciatore cubano
- 1989 - Lucas Orbán, ex calciatore argentino
- 1989 - Slobodan Rajković, ex calciatore serbo
- 1989 - Ryne Sanborn, attore statunitense
- 1989 - Gloria Vian, ex cestista italiana
- 1989 - Łukasz Wiśniewski, pallavolista polacco
- 1989 - Tomoki Yoshikawa, giocatore di calcio a 5 giapponese
- 1989 - Jevhen Zaričnjuk, ex calciatore ucraino
- 1990 - Alin Alexuc-Ciurariu, lottatore rumeno
- 1990 - Alessandro Anil, poeta e regista teatrale italiano
- 1990 - Giulio Bosca, ex sciatore alpino italiano
- 1990 - Carolina Bubbico, cantautrice, pianista e compositrice italiana
- 1990 - Stefano Comini, pilota automobilistico svizzero
- 1990 - Laércio Gomes Costa, calciatore brasiliano
- 1990 - Carlos Alberto Gutiérrez Armas, calciatore messicano
- 1990 - Sean Kingston, cantante giamaicano
- 1990 - Nemanja Kojić, ex calciatore serbo
- 1990 - Luis Ángel Mendoza, calciatore messicano
- 1990 - Michelle Morik, ex sciatrice alpina austriaca
- 1990 - Callum Morris, calciatore nordirlandese
- 1990 - Michael Uchebo, ex calciatore nigeriano
- 1990 - Anna Tatišvili, ex tennista georgiana
- 1990 - Oumoul Thiam, ex cestista senegalese
- 1990 - Adama Traoré, calciatore ivoriano
- 1990 - Marko Vejinović, ex calciatore olandese
- 1990 - Cédric Yamberé, calciatore francese
- 1991 - Alan Alegre, calciatore argentino
- 1991 - Živko Atanasov, calciatore bulgaro
- 1991 - Hrvoje Barišić, calciatore croato
- 1991 - Kevin Behrens, calciatore tedesco
- 1991 - Willy Boly, calciatore francese
- 1991 - Maxime Bourgeois, calciatore francese
- 1991 - Riccardo Brosco, calciatore italiano
- 1991 - Elena Curtoni, sciatrice alpina italiana
- 1991 - Gavin Escobar, giocatore di football americano statunitense († 2022)
- 1991 - Ilaria Galbusera, pallavolista italiana
- 1991 - Stefan Hierländer, calciatore austriaco
- 1991 - Nikola Hofmanová, ex tennista ceca
- 1991 - Erik Kynard, altista statunitense
- 1991 - Viktor Noring, ex calciatore svedese
- 1991 - Peter Pawlett, calciatore scozzese
- 1991 - Pedro Perlaza, calciatore ecuadoriano
- 1991 - Adrian Quaife-Hobbs, pilota automobilistico britannico
- 1991 - Lima Sopoaga, rugbista a 15 neozelandese
- 1991 - Tristan Spurlock, cestista statunitense
- 1992 - Alexis Canelo, calciatore argentino
- 1992 - Tom Evans, ultramaratoneta e fondista di corsa in montagna inglese
- 1992 - Yannick Arthur Gomis, calciatore senegalese
- 1992 - Il'ya Kalïnïn, calciatore kazako
- 1992 - Sergio Marcos, calciatore spagnolo
- 1992 - Laurin Mincy, ex cestista statunitense
- 1992 - Santa Okockytė, cestista lituana
- 1992 - Pyo Ye-jin, attrice sudcoreana
- 1992 - Roberto Quiroz, tennista ecuadoriano
- 1992 - Gustav Sandberg Magnusson, ex calciatore svedese
- 1992 - Daniel Schmidt, calciatore giapponese
- 1992 - Kpah Sherman, calciatore liberiano
- 1992 - Gurpreet Singh Sandhu, calciatore indiano
- 1992 - Chloe Sutton, nuotatrice statunitense
- 1992 - Jared Watts, ex calciatore statunitense
- 1992 - James White, ex giocatore di football americano statunitense
- 1992 - Daniyar İsmayilov, sollevatore turkmeno
- 1992 - Shōhei Ōno, judoka giapponese
- 1993 - Mark Bennett, rugbista a 15 britannico
- 1993 - Chang Feiya, calciatore cinese
- 1993 - Sōkratīs Dioudīs, calciatore greco
- 1993 - Valeria Ferrari, judoka italiana
- 1993 - Ángel García Cabezali, calciatore spagnolo
- 1993 - Hojjat Haghverdi, calciatore iraniano
- 1993 - Brandon Micheal Hall, attore statunitense
- 1993 - Getter Jaani, cantante estone
- 1993 - Draško Knežević, cestista bosniaco
- 1993 - Elisa Lecce, calciatrice italiana
- 1993 - Luke McGrath, rugbista a 15 irlandese
- 1993 - Mishon, cantante, compositore e attore statunitense
- 1993 - Sean Okoli, ex calciatore statunitense
- 1993 - Vukota Pavić, cestista montenegrino
- 1993 - Norvel Pelle, cestista antiguo-barbudano
- 1993 - Adam Reach, calciatore inglese
- 1993 - Diana Reyes, pallavolista portoricana
- 1993 - Lidija Sičennikova, arciera ucraina
- 1993 - Anabelle Smith, tuffatrice australiana
- 1993 - András Szatmári, schermidore ungherese
- 1993 - Maximilian Thiel, ex calciatore tedesco
- 1993 - Luis Torres, calciatore beliziano
- 1993 - Luis Valcarce, ex calciatore spagnolo
- 1993 - Pablo Valcarce, calciatore spagnolo
- 1993 - Sandro Wieser, calciatore liechtensteinese
- 1994 - Valerij Bondarenko, calciatore ucraino
- 1994 - Nathan Boothe, cestista statunitense
- 1994 - Yowri Gareginyan, calciatore armeno
- 1994 - Pierre-Yves Hamel, calciatore francese
- 1994 - Johnny Hamilton, cestista trinidadiano
- 1994 - Pauline Hoarau, modella francese
- 1994 - Jordan Ikoko, calciatore congolese (Repubblica Democratica del Congo)
- 1994 - Ivan Kamberipa, calciatore namibiano
- 1994 - Abel Kipchumba, maratoneta e mezzofondista keniota
- 1994 - Evgenij Klimov, saltatore con gli sci e ex combinatista nordico russo
- 1994 - Elmo Lieftink, calciatore olandese
- 1994 - Malaika Mihambo, lunghista tedesca
- 1994 - Yann Randrianasolo, lunghista francese
- 1994 - Aimee Lou Wood, attrice britannica
- 1995 - Houssen Abderrahmane, calciatore francese
- 1995 - Evelyn Akhator, cestista nigeriana
- 1995 - José Angulo, calciatore ecuadoriano
- 1995 - Deian Boldor, calciatore rumeno
- 1995 - Davide Bulzamini, pallamanista italiano
- 1995 - Robert Candrea, ex calciatore rumeno
- 1995 - Javier Carrasco Sanz, giocatore di football americano spagnolo
- 1995 - Jake Cooper, calciatore inglese
- 1995 - Aby Gaye, cestista francese
- 1995 - Víctor Guzmán, calciatore messicano
- 1995 - Anthony Hernandez, calciatore gibilterriano
- 1995 - Miha Hrobat, sciatore alpino sloveno
- 1995 - José León Bernal, calciatore spagnolo
- 1995 - David Per, ciclista su strada sloveno
- 1995 - Alexīs Spyridōnidīs, cestista greco
- 1995 - Marvin Stefaniak, calciatore tedesco
- 1995 - Tao Tsuchiya, attrice, ballerina e modella giapponese
- 1995 - Rudolf Turkaj, calciatore albanese
- 1995 - Yago Felipe da Costa Rocha, calciatore brasiliano
- 1995 - Léo Ceará, calciatore brasiliano
- 1995 - Edin Šehić, calciatore bosniaco
- 1995 - Namiq Ələsgərov, calciatore azero
- 1996 - Daniel Bordignon, ex cestista brasiliano
- 1996 - Julia Brown, pallavolista statunitense
- 1996 - Abaj Bôkôleev, calciatore kirghiso
- 1996 - Dutee Chand, velocista indiana
- 1996 - Masoud Juma, calciatore keniota
- 1996 - Carolin Langenhorst, snowboarder tedesca
- 1996 - Jorge Navarro, pilota motociclistico spagnolo
- 1996 - Tia Taylor, youtuber e scrittrice statunitense
- 1996 - Alioune Sene, astista francese
- 1996 - Niko Terho, attore barbadiano
- 1996 - Ryan Wachendorfer, snowboarder statunitense
- 1996 - Max Watson, calciatore svedese
- 1996 - Thomas Welsh, cestista statunitense
- 1996 - Brian White, calciatore statunitense
- 1996 - Derlan, calciatore brasiliano
- 1997 - Lewis Cook, calciatore inglese
- 1997 - Anastasija Galašina, tiratrice a segno russa
- 1997 - Sebastian Grønning, calciatore danese
- 1997 - Paige Hourigan, tennista neozelandese
- 1997 - Nemanja Kapetanović, cestista serbo
- 1997 - Alessia Leolini, ex ginnasta italiana
- 1997 - Nils Seufert, calciatore tedesco
- 1997 - Kay Tejan, calciatore olandese
- 1997 - Luca Vido, calciatore italiano
- 1997 - José Rodrigo Andrade Ramos, calciatore brasiliano
- 1998 - Ömer Al, cestista turco
- 1998 - Gustav Henriksson, calciatore svedese
- 1998 - Tyler Huntley, giocatore di football americano statunitense
- 1998 - Marko Ilić, calciatore serbo
- 1998 - Charlie Moore, cestista statunitense
- 1998 - Fran Navarro, calciatore spagnolo
- 1998 - Mohamed Rassil, cestista tunisino
- 1998 - Blás Riveros, calciatore paraguaiano
- 1998 - Isaiah Roby, cestista statunitense
- 1998 - Peter-Lee Vassell, calciatore giamaicano
- 1998 - Jasmine Walker, cestista statunitense
- 1998 - Yang Hao, tuffatore cinese
- 1998 - Johannes Zirngibl, giocatore di football americano tedesco
- 1999 - Davis Allen, giocatore di football americano statunitense
- 1999 - Zé Ricardo, calciatore brasiliano
- 1999 - Vanna Bardot, attrice pornografica statunitense
- 1999 - Fran Beltrán, calciatore spagnolo
- 1999 - Mamadou Coulibaly, calciatore senegalese
- 1999 - Kanna Hashimoto, attrice giapponese
- 1999 - Dayanne Malamova, modella bulgara
- 1999 - Dīmītrīs Mōraitīs, cestista greco
- 1999 - Andrij Remenjuk, calciatore ucraino
- 2000 - Blas Armoa, calciatore paraguaiano
- 2000 - Elijah Harkless, cestista statunitense
- 2000 - Carlos Harvey, calciatore panamense
- 2000 - Enzo Le Fée, calciatore francese
- 2000 - Jodie McCann, mezzofondista irlandese
- 2000 - Nazarij Muravs'kyj, calciatore ucraino
- 2000 - Ibrahim Ogoulola, calciatore beninese
- 2000 - Granit Rushiti, attore svedese
- 2000 - Khalil Shakir, giocatore di football americano statunitense
- 2000 - Siemen Voet, calciatore belga

## XXI secolo(36)
- 2001 - Arijan Brković, calciatore croato
- 2001 - Fodé Doucouré, calciatore maliano
- 2001 - Davide Fadani, hockeista su ghiaccio italiano
- 2001 - Andrea Ghezzi, calciatore italiano
- 2001 - Kenny Gongarad-Nkoua Gampio, giocatore di football americano svizzero
- 2001 - Lenny Lobato, calciatore brasiliano
- 2001 - Andrea Magi, calciatore sammarinese
- 2001 - Tre Mann, cestista statunitense
- 2001 - Facundo Milán, calciatore uruguaiano
- 2001 - Rhys Williams, calciatore inglese
- 2001 - Qëndrim Zyba, calciatore kosovaro
- 2002 - Jeyson Chura, calciatore boliviano
- 2002 - Radu Drăgușin, calciatore rumeno
- 2002 - Estêvão, calciatore brasiliano
- 2002 - Denys Nahnojnyj, calciatore ucraino
- 2002 - Nito Gomes, calciatore guineense
- 2003 - Fabricio Díaz, calciatore uruguaiano
- 2003 - Emanuel Emegha, calciatore olandese
- 2003 - Camila Rodrigues Rebelo, nuotatrice portoghese
- 2004 - Amber Adsten, sciatrice alpina svedese
- 2004 - Tomás Avilés, calciatore argentino
- 2004 - Mauricio Benítez, calciatore argentino
- 2004 - Livano Comenencia, calciatore olandese
- 2004 - Scoot Henderson, cestista statunitense
- 2004 - Emiliano Jourdan, calciatore uruguaiano
- 2004 - Gia Pergolini, nuotatrice statunitense
- 2004 - Yifan Zhang, sciatore freestyle cinese
- 2005 - Matias Fernandez-Pardo, calciatore spagnolo
- 2005 - Joaquín Lavega, calciatore uruguaiano
- 2005 - Simo, calciatore spagnolo
- 2005 - Marloes Steenbeek, nuotatrice artistica olandese
- 2006 - Michelle Agyemang, calciatrice inglese
- 2006 - Giacomo Benvenuti, calciatore sammarinese
- 2006 - Tommaso Benvenuti, calciatore sammarinese
- 2006 - Patryk Paryzek, calciatore polacco
- 2007 - Afonso Patrão, calciatore portoghese